# 우루과이의 로마 가톨릭 교구 목록
우루과이의 로마 가톨릭 교구는 1개 관구에 9개의 일반교구로 구성된다

## 우루과이 관구
- 몬테비데오 관구장좌 대교구(Archdiocese of Montevideo )
  - 카넬로네스 교구(Diocese of Canelones)
  - 플로리다 교구( Diocese of Florida)
  - 말도나도푼타델에스테 교구( Diocese of Maldonado-Punta del Este)
  - 멜로 교구( Diocese of Melo)
  - 메르세데스 교구( Diocese of Mercedes)
  - 미나스 교구( Diocese of Minas)
  - 살토 교구( Diocese of Salto)
  - 산호세데마요 교구( Diocese of San José de Mayo)
  - 타콰렘보 교구( Diocese of Tacuarembó)